# ブラック・アンド・タン・クーンハウンド
ブラック・アンド・タン・クーンハウンド（英：Black and Tan Coonhound）は、アメリカ合衆国バージニア州原産のツリーイング・ドッグ犬種の一つである。

## 歴史
17世紀にイングランドからブラッドハウンドとイングリッシュ・フォックスハウンドがもたらされた。両種は猟犬として有能な犬種であるが、当時はとても高価であったため、貧しい開拓民はこれらを手にすることが出来なかった。この犬たちはみな裕福なものが使うために輸入されたもので、ブラッドハウンドはネイティブアメリカンの捜索やそれからの攻撃に対する護身用に、イングリッシュ・フォックスハウンドは貴族のスポーツ狩猟のために使われていた。長らく貧しい世帯や一般市民の手に届くことがなかった両種ではあったが、18世紀に入りようやく一部の一般市民が入手することに成功した。そしてこの両種の長所を受け継いだ更に優秀な猟犬を作出するため、両種とバージニアン・フォックスハウンドというフォックスハウンドタイプの犬種などを掛け合わせて作出されたのが本種である。
主にその名の通り、アライグマ（クーン）をツリーイングするのに用いられる。パックでアライグマの臭いを追跡し、発見すると追いかけて木の上に追い詰め、逃げられないように木の下から吠え続ける。吠え声を聞いた主人は現場に駆けつけると木に登ってそれを振り落とすか、猟銃で打ち落として最後は犬が仕留めて狩猟は完了する。このようにツリーイング・ドッグとして働く他、セントハウンドとしても用いられている。セントハウンドとして狩猟の対象にする動物はアメリカクロクマ、オジロジカ、クーガ、オポッサム、フクロネコ、ボブキャットなどがある。こちらもパックで獲物を追跡するが、発見すると地上で攻撃を行って仕留める。
現在ツリーイング・ドッグの中では最も著名な犬種であり、そのグループの犬種としては珍しく、FCIにも公認犬種として登録されている。アメリカでは現在も実猟犬として飼育されている個体が多いが、ペットやショードッグとしても根強い人気がある。アメリカ国外でもよく名の知れた犬種ではあるが、あまり飼育は行われていない。
日本でも本種の飼育は少数だが行われている。ペットやショードッグとしてではなく実猟犬として輸入されており、イノシシやクマを狩るのによく用いられている。地犬が存在しない（生存していない）地域や有害動物が頻繁に出没する地域で特に多く飼育されており、パックでセントハント（嗅覚猟）を行うのに使われている。

## 特徴
実猟タイプとショータイプ（ペットタイプ）は別々の繁殖が行われていることもあり、互いの容姿は若干異なっている。実猟タイプのものは頭部が大きめで筋骨隆々の骨太な体つきをしていて、後述する猟犬気質が強い。ショータイプのものは頭部が実猟タイプよりも小さく、筋肉質で引き締まった体つきをしていて、コートはよりつややかである。骨量はやや少なめで、ショードッグとして扱いやすいよう、猟犬気質はやや抑えられている。
筋肉質の体つきで、脚は長めである。マズルは短く太いが、あごの力は強靭である。力も強く、嗅覚もブラッドハウンド譲りで非常に優れている。目は他犬種と比べると小さい。耳は大きめの垂れ耳、尾は細めで先細りの飾り毛がない垂れ尾。コートは滑らかなスムースコートで、毛色は犬種名の通りブラック・アンド・タン。タンのマーキングが入る部分は決まっていて固定となっている。尚、稀にブルー・アンド・タンの毛色の犬も生まれるが、こちらはスタンダード外で血統書を発行してもらえない。体高は雄63〜68cm、雌58〜63cmで体重は雄22〜34kg、雌18〜30kgの大型犬。性格は知的で温和、友好的で勇敢だが、頑固で独立心が高く、狩猟本能が旺盛な猟犬気質も備えている。しつけは基本的に主人からのみ受けつけ、家庭犬として飼育する際にはしっかりとした訓練が必要となる。状況判断力は高く、物分りはよい。仕事柄により獲物の臭いを追跡することが大好きで、暇さえあれば何かの臭いを鼻で追う。生粋の猟犬種であるためショータイプであっても吠え声はよく響き、運動量が非常に多いため、初心者が飼育するのには不向きな犬種である。